# Белецкий, Захар Маркович
Захар Маркович (Мотелевич) Белецкий (1929—2014) — учёный-энергетик.

## Биография
Родился в Киеве, по документам — 17.5.1929, фактически в 1928 году. Жил и работал в Запорожье, Украина.
Окончил Электроэнергетический факультет Киевского политехнического института (1952), кафедра ТВН.
В 1952—1994 работал в Центральной заводской лаборатории Запорожского трансформаторного завода и во Всесоюзном институте трансформаторостроения: инженер, начальник лаборатории, начальник отдела высоких напряжений.
Кандидат технических наук (23.11.1979).
Лауреат Премии Совета Министров СССР 1979 года.
С 24.3.1994 жил в США (уехал к дочери). Умер 20 июля 2014 года в г. Сиракузы (Syracuse, NY).

## Сочинения
- Расчет импульсных воздействий в обмотках трансформаторов с применением ЭВМ/ З. М. Белецкий, А. Г. Бунин, А. Ф. Горбунцов, Л. Н. Конторович. — М.: Информэлектро, 1978. — 79 с.